# Aprilie 2012
Acest articol este generat integral pe baza informațiilor din articolul 2012 și este actualizat periodic de un robot.
 Editările făcute în articol vor fi șterse la următoarea actualizare! Dacă doriți să faceți modificări, editați articolul-sursă.

ianuarie -
februarie -
martie -
aprilie -
mai -
iunie -
iulie -
august -
septembrie -
octombrie -
noiembrie -
decembrie
Aprilie 2012 a fost a patra lună a anului și a început într-o zi de duminică.

## Evenimente

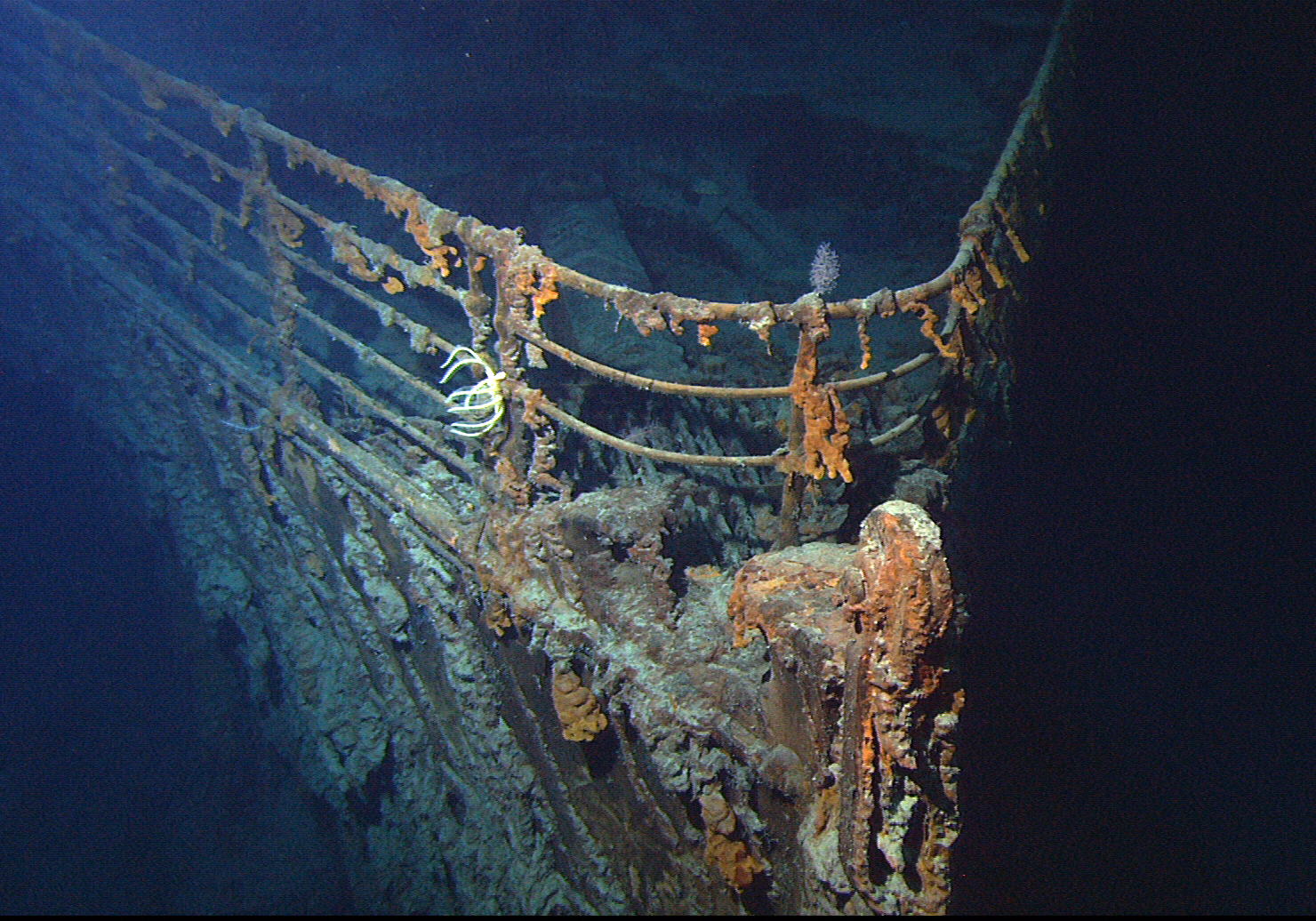
15 aprilie: S-au împlinit 100 de ani de la scufundarea Titanicului.

- 1 aprilie: Vulcanul Etna a erupt pentru a cincea oară în acest an.
- Aung San Suu Kyi, o personalitate istorică a opoziției față de juntă și laureată a Premiului Nobel pentru Pace din 1991, este aleasă pentru prima oară deputat. În iunie, ea efectuează prima vizită în Europa, din 1988, și susține, la Oslo, un discurs de laureată, la peste 20 de ani de la acordarea distincției.

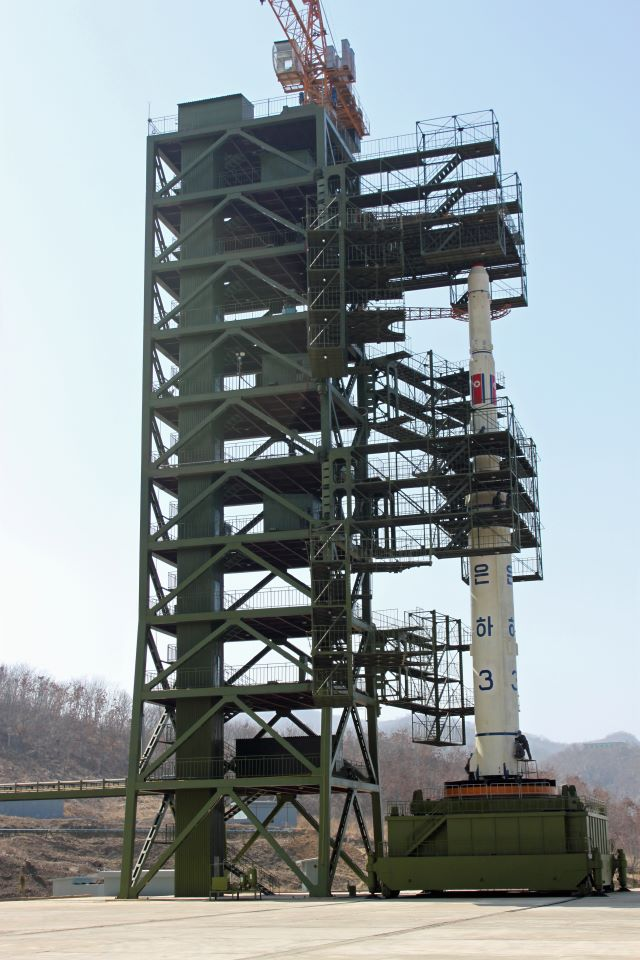
Rachetă baslistică Kwangmyŏngsŏng-3

- 2 aprilie: Președintele Ungariei, Pal Schmitt, a demisionat, pe fondul scandalului privind retragerea titlului de doctor.
- 4 aprilie: Președintele sârb Boris Tadici a demisionat pentru a permite organizarea alegerilor generale la 6 mai.
- 5 aprilie: Laszlo Borbely a demisionat din funcția de Ministru al Apelor, Pădurilor și Mediului.
- 6 aprilie: Mișcarea Națională pentru Eliberarea-Azawad declară unilateral independența Azawad față de Mali.
- 6 aprilie: Președintele Republicii Malawi, Bingu wa Mutharika, a murit în urma unui atac de cord.
- 11 aprilie: Un cutremur cu magnitudinea de 8,6 grade Richter s-a produs la 430 km de Banda Aceh, Indonezia, determinând inițial avertismente de tsunami în Oceanul Indian.
- 12 aprilie: Un puternic cutremur cu magnitudinea 7 grade Richter s-a produs în vestul Mexicului.
- 12 aprilie: Lovitură de stat în Guineea-Bissau. Militari rebeli i-au reținut pe președintele interimar și pe fostul prim-ministru al țării, declarând că prin faptele lor au încălcat acordurile secrete încheiate dintre Guineea-Bissau și Angola.
- 13 aprilie: Coreea de Nord a lansat o rachetă baslistică Kwangmyŏngsŏng-3 care trebuia să plaseze un satelit pe orbită. La câteva minute după lansare, racheta s-a dezintegrat în mai multe bucăți. Lansarea, criticată de Comunitatea Internațională, a fost planificată pentru a marca 100 ani de la nașterea lui Kim Il-sung, fondatorul republicii.
- 13 aprilie: Vulcanul Etna erupe din nou, pentru a șasea oară în 2012.
- 15 aprilie: Centenarul scufundării Titanicului, comemorat în mai multe colțuri ale lumii.
- 20 aprilie: Accident aviatic în Pakistan rezultat cu 127 de morți.
- 22 aprilie: Alegeri prezidențiale în Franța - primul tur: François Hollande 8,63%, Nicolas Sarkozy 27,18% și Marine Le Pen 17,90%.
- 23 aprilie: Premierul olandez Mark Rutte a prezentat reginei demisia Guvernului minoritar de centru-dreapta.
- 26 aprilie: Fostul președinte al Liberiei, Charles Taylor, este găsit vinovat de 11 capete de acuzare pentru complicitate la crime de război și crime împotriva umanității în timpul războiului civil din Sierra Leone.
- 27 aprilie: Guvernul Ungureanu a căzut în urma adoptării Moțiunii de cenzură intitulate „Opriți Guvernul șantajabil. Așa nu, niciodată” organizată de USL, după cel mai scurt mandat din istoria României moderne (doar 78 de zile de la învestire). Moțiunea a fost adoptată cu 235 de voturi „pentru”, iar 9 parlamentari au votat „împotrivă”. Pentru adoptare, erau necesare 231 de voturi.[1]

## Decese
- 2 aprilie: Justin Grigoraș, 89 ani, comunist român (n. 1923)
- 2 aprilie: Paul Vasilescu, 75 ani, sculptor român (n. 1936)
- 2 aprilie: Samia Yusuf Omar (Samiyo Omar), 21 ani, atletă somaleză (n. 1991)
- 4 aprilie: Dimitris Christoulas, 77 ani, farmacist și pensionar grec (n. 1935)
- 5 aprilie: Bingu wa Mutharika, 78 ani, al 3-lea președinte al statului Malawi (2004-2012), (n. 1934)
- 6 aprilie: Fang Lizhi, 76 ani, fizician-relativist chinez (n. 1936)
- 9 aprilie: Boris Parîghin, 81 ani, filosof și psiholog rus (n. 1930)
- 10 aprilie: Svein Aasmundstad, 77 ani, politician norvegian (n. 1935)
- 10 aprilie: Barbara Buchholz, 52 ani, muziciană, interpretă la teremin și compozitoare germană (n. 1959)
- 11 aprilie: Ahmed Ben Bella, 95 ani, primul președinte al Algeriei (1963-1965), (n. 1916)
- 12 aprilie: Valentin Munteanu, 79 ani, medic psihiatru român (n. 1939)
- 12 aprilie: Gabriel Țepelea, 96 ani, academician român, vicepreședinte al PNȚCD (1990-1996), (n. 1916)
- 14 aprilie: Florin Constantiniu, 79 ani, istoric român (n. 1933)
- 14 aprilie: Piermario Morosini, 25 ani, fotbalist italian (n. 1986)
- 16 aprilie: Gyöngyi Polónyi, 70 ani, actriță maghiară (n. 1942)
- 16 aprilie: Graham Simpson, 68 ani, basist britanic (Roxy Music), (n. 1943)
- 18 aprilie: Gheorghe I. Bodea, 72 ani, istoric și cercetător român (n. 1939)
- 18 aprilie: Emanuel Valeriu, 87 ani, redactor TV român (n. 1925)
- 24 aprilie: Romeliu Ieronim Copilaș, 77 ani, pictor român (n. 1935)
- 27 aprilie: Boris Melnic, 84 ani,  specialist în domeniul fiziologiei omului și animalelor, membru titular al Academiei de Științe a Moldovei (n. 1928)
- 28 aprilie: Matilde Camus (n. Aurora Matilde Camus), 92 ani, poetă spaniolă (n. 1919)
- 30 aprilie: Alexandru Dincă, 66 ani, handbalist român (n. 1945)
- 30 aprilie: Benzion Netanyahu (n. Benzion Mileikowsky), 102 ani, istoric israelian (n. 1910)
- 30 aprilie: Marian Petry, 76 ani, scriitor român (n. 1935)